# Sydney Sixers
Die Sydney Sixers sind ein australisches Cricket-Franchise, das seit der Saison 2011/12 in der australischen Twenty20-Liga, der Big Bash League, spielt. Sein Heimstadion ist der Sydney Cricket Ground in Sydney. Dabei teilen sie sich die Stadt mit dem Ligarivalen Sydney Thunder. Die Sydney Sixers konnten die Big Bash League in der ersten Saison gewinnen. Weiterhin gewannen sie die Champions League Twenty20 im Jahr 2012.

## Geschichte
Der Verein wurde 2011 im Zuge der Einführung der Big Bash League gegründet. Am 6. April 2011 wurden sie zusammen mit den anderen Teams der Liga vorgestellt und die Farbe Pink zugewiesen. Als Stadion wurde ihnen der Sydney Cricket Ground zugewiesen und damit dem Stadion des Teams von New South Wales. Als General Manager wurde Stuart Clark bestellt. Als Kapitän wurde Brad Haddin ernannt. In der Vorrunde der ersten Saison erreichten sie den dritten Platz und spielten im Halbfinale gegen die Hobart Hurricanes, dass sie mit sieben Runs gewannen. Im Finale trafen sie auf die Perth Scorchers, gegen die sie sich mit sieben Wickets durchsetzen konnten und damit die Meisterschaft errangen. Damit qualifizierten sie sich für die Champions League Twenty20 in Südafrika. Dort konnten sie ihre Vorrundengruppe gewinnen, und sich Halbfinale gegen das südafrikanische Franchise Titans durchsetzen. Im Finale trafen sie auf das ebenfalls südafrikanische Team der Lions, gegen die sie sich deutlich mit 10 Wickets durchsetzen konnten und so den Titel gewannen.
Nach dem Titelgewinn der alten Saison, wollte sich das Team ursprünglich mit Umar Akmal verstärken, doch nachdem es Unstimmigkeiten mit dem pakistanischen verband über die Einsatzzeiten gab, wurde der Vertrag gekündigt. In der Saison konnte man nur drei Spiele gewinnen und platzierte sich so auf den siebten und damit vorletzten Platz.
Neuverpflichtungen gab es nur wenige vor der neuen Saison 2013/14. In der Vorrunde gelangen sechs Siege und so qualifizierte man sich als zweiter für das Halbfinale. Dort traf man auf die Perth Scorchers und unterlag mit 5 Runs (D/L).
Vor der Saison bekamen die Sixers eine Geldstrafe, da sie innerhalb der Embargo-Periode einen Spieler verpflichtet hatten. Als wichtigste Neuverpflichtung wurde Dwayne Smith verpflichtet. Während der Saison konnte man sich als Vierter für das Halbfinale qualifizieren. Die dortige Begegnung gegen die Adelaide Strikers konnte mit 87 Runs gewonnen werden und so traf man im Finale auf den Titelverteidiger, die Perth Scorchers. Allerdings unterlag man auch in diesem Jahr gegen Perth und verlor das Spiel mit vier Wickets.
In der Saison 2015/16 verlief es schlecht. So verlor man erstmals gegen den Stadtrivalen und erzielte in der Saison überhaupt nur zwei Siege. Die Folge war der letzte Platz der Tabelle.

## Abschneiden in der Big Bash League
| Jahr    | Spiele | Siege | Niederlagen | No Result | Endplatzierung (Vorrunde) |
| ------- | ------ | ----- | ----------- | --------- | ------------------------- |
| 2011/12 | 7      | 5     | 2           | 0         | Sieger (3/8)              |
| 2012/13 | 8      | 3     | 5           | 0         | Vorrunde (7/8)            |
| 2013/14 | 8      | 6     | 2           | 0         | Halbfinale (2/8)          |
| 2014/15 | 8      | 5     | 3           | 0         | Finale (4/8)              |
| 2015/16 | 8      | 2     | 6           | 0         | Vorrunde (8/8)            |
| 2016/17 | 8      | 5     | 3           | 0         | Finale (3/8)              |
| 2017/18 | 10     | 4     | 6           | 0         | Vorrunde (5/8)            |
| 2018/19 | 14     | 8     | 6           | 0         | Halbfinale (3/8)          |
| 2019/20 | 14     | 9     | 4           | 1         | Sieger (2/8)              |

## Abschneiden in der Champions League Twenty20
| Jahr | Spiele | Siege | Niederlagen | No Result | Endplatzierung (Vorrunde) |
| ---- | ------ | ----- | ----------- | --------- | ------------------------- |
| 2012 | 4      | 4     | 0           | 0         | Sieger (1/5)              |